# استیو سیدول
استیون جیمز سیدول (انگلیسی: Steven James Sidwell؛ زادهٔ ۱۴ دسامبر ۱۹۸۲) بازیکن فوتبال پیشین اهل انگلستان است.
از باشگاه‌هایی که در آن بازی کرده‌است می‌توان به آرسنال، برنتفورد، برایتون اند هوو آلبیون، ردینگ، چلسی، استون ویلا، فولام و استوک سیتی اشاره کرد.

## افتخارات

### باشگاهی
ردینگ
- چمپیونشیپ: ۰۶–۲۰۰۵

استون ویلا
- جام اتحادیه باشگاه‌های انگلستان: نایب قهرمان ۱۰–۲۰۰۹

برایتون اند هوو آلبیون
- چمپیونشیپ نایب قهرمان: ۱۷–۲۰۱۶